# Salmophasia
Genre
Salmophasia est un genre de poissons téléostéens de la famille des Cyprinidae et de l'ordre des Cypriniformes. Salmophasia est un genre de cyprinidés qui se rencontre en Asie du Sud.

## Liste des espèces
Selon FishBase (20 novembre 2016) :
- Salmophasia acinaces (Valenciennes, 1844)
- Salmophasia bacaila (Hamilton, 1822)
- Salmophasia balookee (Sykes, 1839)
- Salmophasia belachi (Jayaraj, Krishna Rao, Ravichandra Reddy, Shakuntala & Devaraj, 1999)
- Salmophasia boopis (Day, 1874)
- Salmophasia horai (Silas, 1951)
- Salmophasia novacula (Valenciennes, 1840)
- Salmophasia orissaensis (Bănărescu, 1968)
- Salmophasia phulo (Hamilton, 1822)
- Salmophasia punjabensis (Day, 1872)
- Salmophasia sardinella (Valenciennes, 1844)
- Salmophasia sladoni (Day, 1870)
- Salmophasia untrahi (Day, 1869)